# Inghinidhe na hÉireann
Inghinidhe na hÉireann, ("Hijas de Irlanda", del irlandés) fue una organización nacionalista radical irlandesa de mujeres fundada y dirigida entre 1900 y 1914 por Maud Gonne, hasta que se fusionó con la nueva Cumann na mBan, 'Consejo de Mujeres Irlandesas'.

## Regalo patriótico para niños
Inghinidhe na hÉireann surgió a partir de una reunión de 15 mujeres en las salas de la Sociedad Literaria Celta en Dublín el Domingo de Pascua de 1900 (15 de abril). Aunque el propósito inicial del encuentro era organizar un regalo para Arthur Griffith como agradecimiento por defender a Maud Gonne de una acusación de espionaje a favor de Gran Bretaña, la reunión derivó en la planificación de un «Regalo Patriótico para Niños», en respuesta al evento infantil celebrado en Phoenix Park como parte de la visita de la Reina Victoria a Dublín en abril. Uno de los objetivos de la visita real era fomentar el alistamiento de irlandeses en el Ejército Británico para luchar en la guerra de los bóeres, mientras que Griffith, Gonne y otros simpatizaban con la causa bóer. Más de cincuenta mujeres se unieron al comité organizador del Día Patriótico de los Niños que tuvo lugar en julio, el domingo posterior a la Conmemoración de Wolfe Tone. En el evento, 30.000 niños desfilaron desde Beresford Place hasta Clonturk Park. Después tuvo lugar un picnic y se dieron discursos en contra del reclutamiento militar. Los fondos restantes del Día Patriótico de los Niños se destinaron a la fundación de Inghinidhe na hÉireann para declararla una organización permanente.

## Miembros
La mayoría de las fundadoras eran católicas de clase media, aunque Helena Molony escribió en su revista, Bean na hÉireann, 'Mujer de Irlanda', que «había algunas muchachas jóvenes en Dublín, principalmente miembros de las clases irlandesas de la Sociedad Literaria Celta... Eran (con una excepción) todas muchachas trabajadoras. No tenían mucho oro ni plata para dar a Irlanda. Solo corazones dispuestos, seriedad y determinación». Molony relató que originalmente se reunían el Domingo de Pascua después de la misa del mediodía con la intención de obsequiar un bastón de endrino inscrito a (un anónimo) Arthur Griffith, quien había golpeado a un editor de periódico por difamar a Maud Gonne. Posteriormente, planearon un picnic para 30.000 niños como alternativa a las celebraciones organizadas con motivo de la visita de reclutamiento del monarca británico a Irlanda. Como no tenían dinero, recaudaron fondos en toda Dublín y formaron una asociación llamada Hijas de Irlanda, o (con una ortografía deliberadamente anticuada) Inghinidhe na hÉireann.
Maud Gonne fue elegida presidenta de la asociación; las vicepresidentas fueron Alice Furlong, Jenny Wyse Power, Annie Egan y Anna Johnston (Ethna Carbery). Entre las fundadoras se encontraban Helena Molony, Sinéad O'Flanagan (posteriormente esposa de Éamon de Valera), las actrices Maire Quinn, Molly O'Neill y Sara Allgood, la doctora Kathleen Lynn y Mary Macken, miembro destacada de la Liga por el Sufragio de las Mujeres Católicas. Entre las miembros posteriores estaban Mary MacSwiney, Máire Nic Shiubhlaigh, Constance Markievicz, Margaret Buckley, Ella Young, Máire Gill, la escritora Rosamond Jacob, Hanna Sheehy, Alice Milligan, y Marcella Cosgrave, así como muchas mujeres de clase trabajadora.

## Trabajo
Los objetivos de Inghinidhe na hÉireann se definieron de la siguiente manera:
- El restablecimiento de la independencia completa de Irlanda.
- Fomentar el estudio del gaélico, de la literatura, historia, música y el arte irlandeses, especialmente entre los jóvenes, mediante la organización y la enseñanza de clases sobre las materias mencionadas.
- Apoyar y popularizar las cosas manufacturadas en Irlanda.
- Desalentar la lectura y circulación de literatura inglesa de baja calidad, el canto de canciones inglesas, la asistencia a entretenimientos ingleses vulgares en teatros y salas de música, y combatir por todos los medios la influencia inglesa que tanto daño estaba haciendo al gusto artístico y al refinamiento del pueblo irlandés.
- Formar un fondo denominado Fondo de Propósitos Nacionales para la consecución de los objetivos antes mencionados.

Patrocinaron clases y entretenimiento para niños y adultos y protestaron en el centro de reclutamiento del ejército británico en O'Connell Street.
Las Inghinidhe na hÉireann representaban tableau vivants de temas relacionados con la mitología irlandesa y la historia mundial. También produjeron obras irlandesas junto a actores masculinos reclutados de otros grupos nacionalistas.
En 1908, las Inghinidhe na hÉireann lanzaron una revista mensual, Bean na hÉireann, editada por Helena Molony. Entre sus colaboradores se encontraban Patrick Pearse, Thomas MacDonagh, Sidney Gifford (bajo su seudónimo John Brennan), Maud Gonne, Constance Markievicz, que escribió la columna de jardinería, y la propia Molony, que escribía las Labour Notes. Había artículos sobre política, el derecho a voto de las mujeres, nacionalismo, idioma y columnas regulares sobre temas laborales, moda (haciendo hincapié en la ropa hecha en Irlanda), jardinería, artículos en irlandés en el cló Ghaelach (tal como se escribía e imprimía el irlandés en aquella época), una sección infantil con concursos, etc. Era popular tanto entre hombres como entre mujeres.

## Reemplazando
En 1914 Inghinidhe na hÉireann fue absorbida por Cumann na mBan, la sección femenina de los Voluntarios Irlandeses. Sin embargo, algunas miembros sindicalistas optaron por unirse al Ejército Ciudadano Irlandés.